# Guaranita
Guaranita is een geslacht van spinnen uit de familie trilspinnen (Pholcidae). De typesoort is Guaranita goloboffi. De geslachtsnaam Guaranita is afgeleid van de Indianentaal Guaraní. De soorten uit het geslacht komen voor in het noorden van Argentinië en het zuiden van Brazilië.

## Soorten
Het geslacht kent de volgende soorten:
- Guaranita goloboffi Huber, 2000
- Guaranita munda (Gertsch, 1982)
- Guaranita yaculica Huber, 2000